# Episiphon pichoni
Episiphon pichoni is een Scaphopodasoort uit de familie van de Gadilinidae. De wetenschappelijke naam van de soort is voor het eerst geldig gepubliceerd in 1998 door Lamprell & Healy.